# Ipomoea violacea
Ipomoea violacea är en vindeväxtart som beskrevs av Carl von Linné. Ipomoea violacea ingår i släktet praktvindor, och familjen vindeväxter. Inga underarter finns listade i Catalogue of Life.

## Bildgalleri

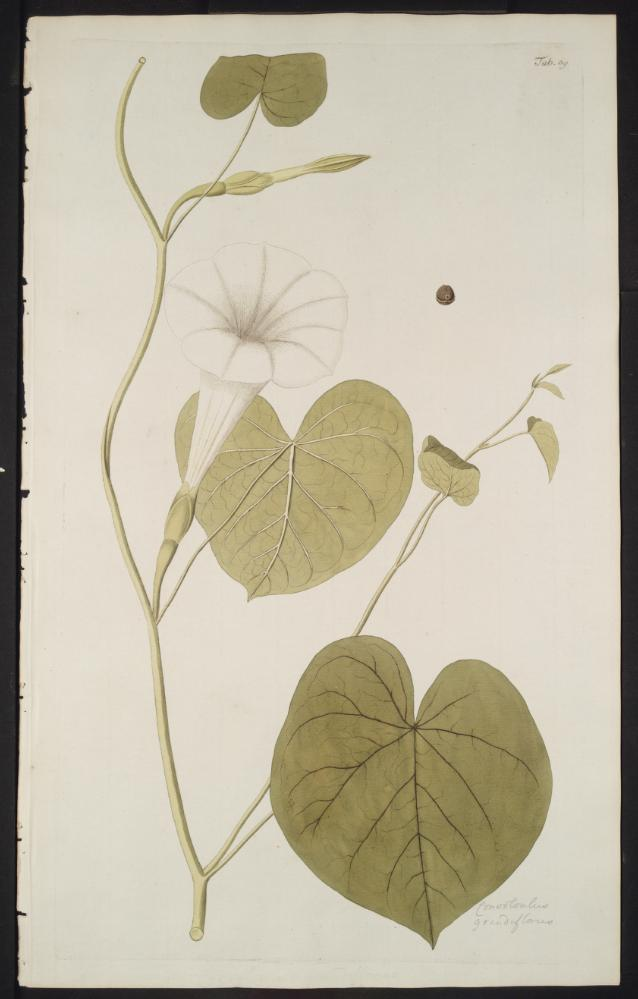
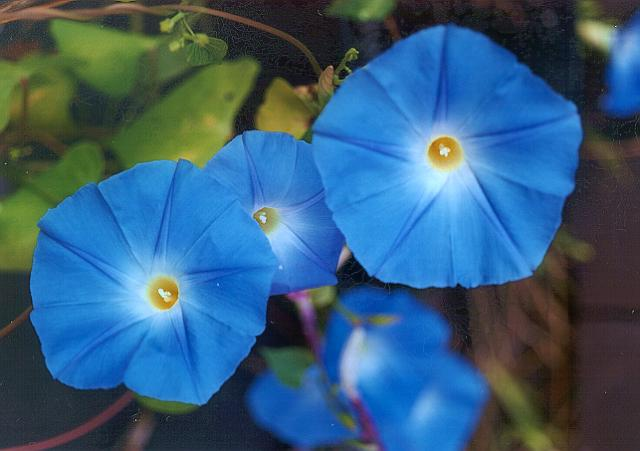
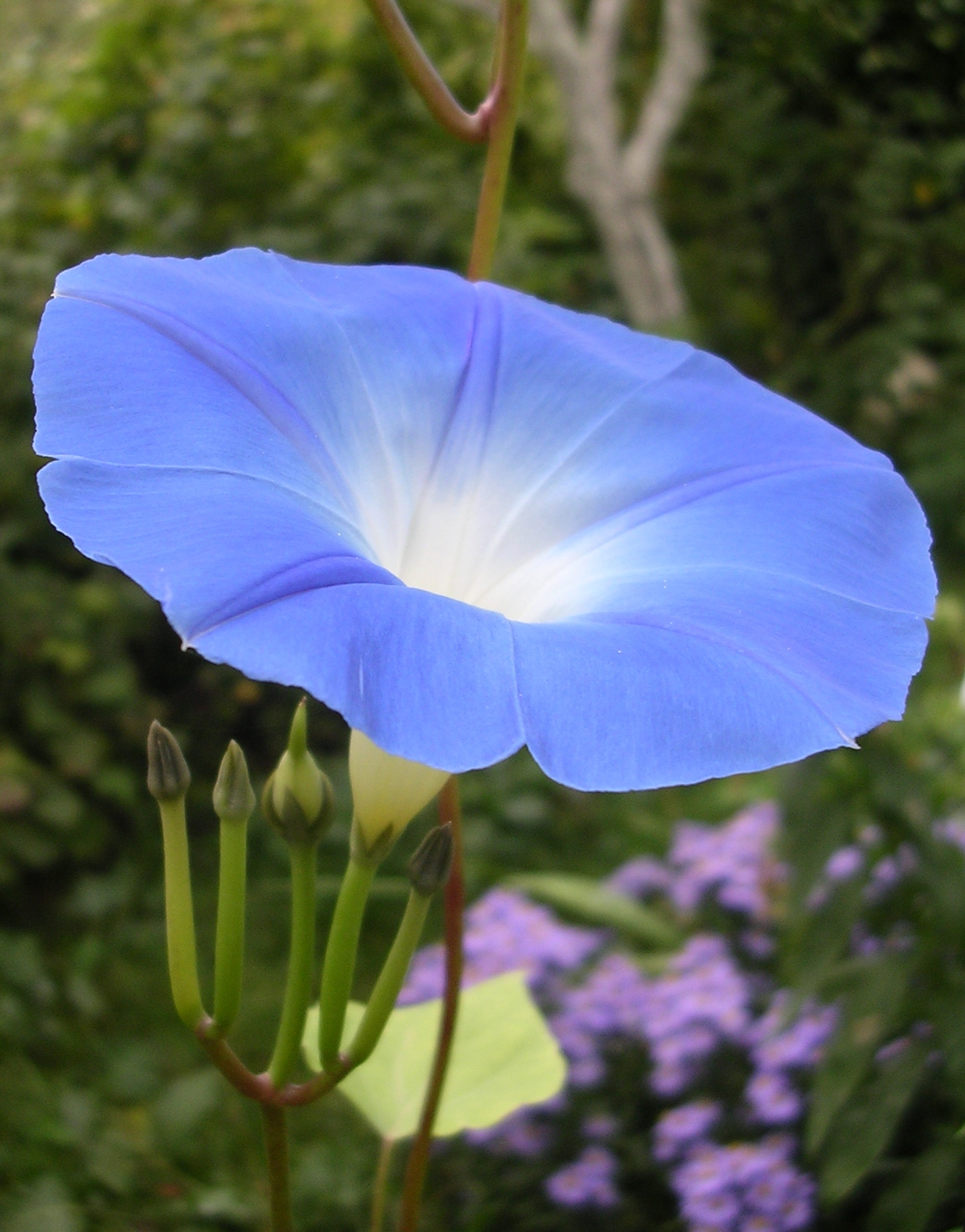
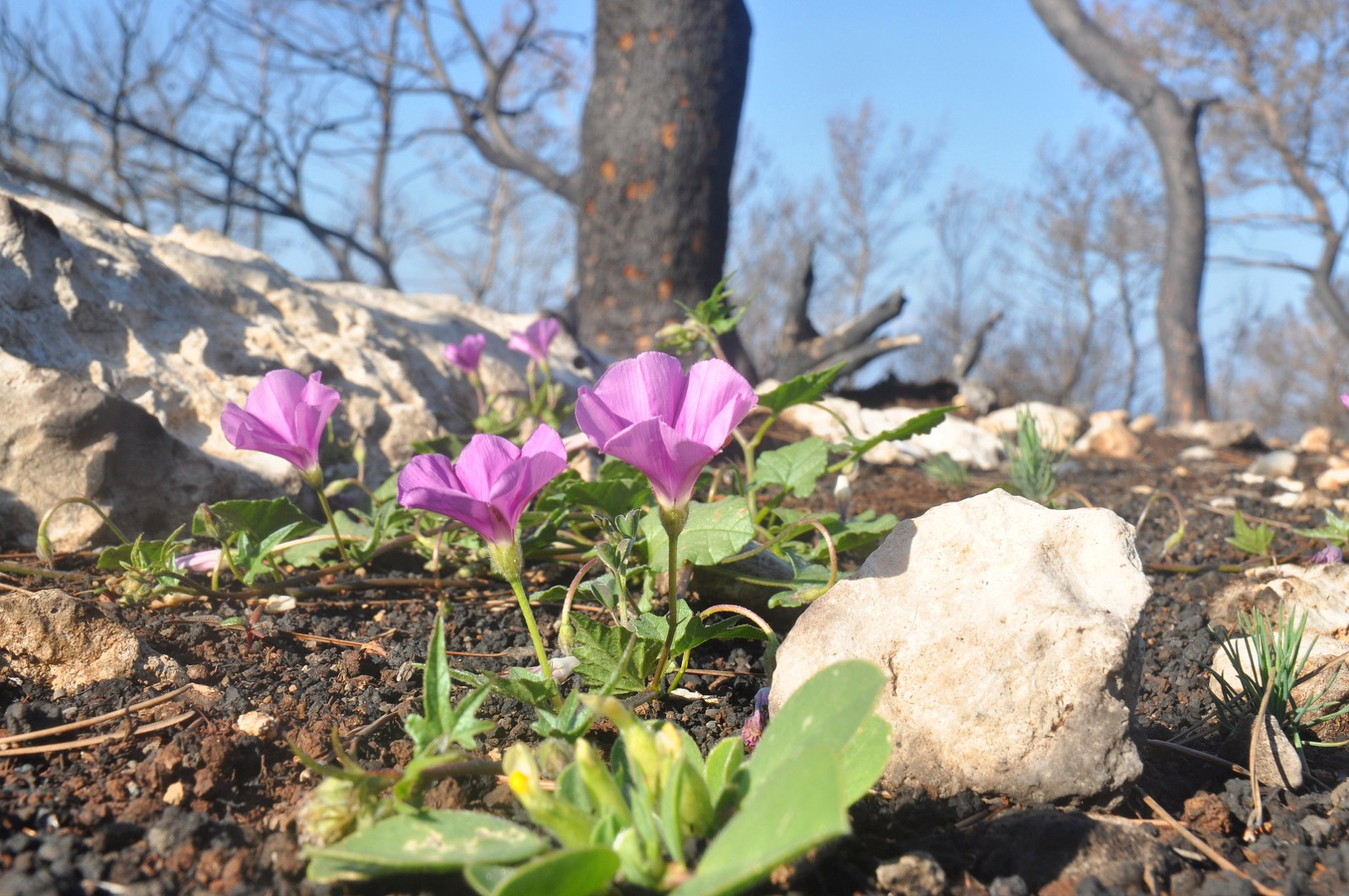